# Côte-Nord
Côte-Nord ist eine Verwaltungsregion (französisch région administrative) im Nordosten der kanadischen Provinz Québec.
Sie ist weiter in sechs regionale Grafschaftsgemeinden (municipalités régionales de comté) sowie 53 Gemeinden, Reservate und gemeindefreie Gebiete unterteilt. Sitz der Verwaltung ist Baie-Comeau. Die Region umfasst auch die Insel Anticosti und den Mingan-Archipel.
Die Einwohnerzahl beträgt 92.518 (Stand: 2016).
2011 betrug die Einwohnerzahl 95.802 und die Landfläche 236.699,6 km², was einer Bevölkerungsdichte von 0,4 Einwohnern je km² entsprach. 91,5 % der Einwohner sprachen Französisch und 4,4 % Englisch als Hauptsprache.
Im Osten grenzt Côte-Nord an die Provinz Neufundland und Labrador, im Süden an den Sankt-Lorenz-Golf, im Südwesten an die Region Capitale-Nationale, im Westen an Saguenay–Lac-Saint-Jean, im Norden an Nord-du-Québec. Trotz eines Schiedsspruchs des Justizkomitees des britischen Privy Councils im Jahr 1927 ist ein Teil des Grenzverlaufs zu Labrador umstritten; die Provinzregierung bezeichnet die Grenzziehung als „nicht definitiv“.

## Gliederung
Regionale Grafschaftsgemeinden (MRC):
- Caniapiscau
- La Haute-Côte-Nord
- Le Golfe-du-Saint-Laurent
- Manicouagan
- Minganie
- Sept-Rivières

Reservate außerhalb einer MRC:
- Betsiamites
- Essipit
- Kawawachikamach
- La Romaine
- Maliotenam
- Matimekosh
- Mingan
- Natashquan
- Pakuashipi
- Uashat